# Acanthosphex leurynnis
Acanthosphex leurynnis är en fiskart som först beskrevs av Jordan och Seale, 1905.  Acanthosphex leurynnis ingår i släktet Acanthosphex och familjen Aploactinidae. Inga underarter finns listade i Catalogue of Life.